# Partizan (Sakhà)
|  | Per a altres significats, vegeu «Partizan». |

Partizan (en rus: Партизан) és un poble de la república de Sakhà, a Rússia, que el 2018 tenia 973 habitants, pertany al districte de Namtsi.